# Iğdır (provincie)
Iğdırská provincie je tureckou provincií, nachází se ve východní části Malé Asie a regionu Východní Anatolie. Rozloha provincie činí 3 588 km2, v roce 2007 zde žilo 181 866 obyvatel. Hlavním městem provincie je Iğdır.
Provincie sousedí s Arménií, Nachičevanem a Íránem.

## Administrativní členění
Provincie se administrativně člení na 4 distrikty:
- Iğdır
- Aralık
- Karakoyunlu
- Tuzluca